# ムザファラバード
ムザファラバード(英語:Muzaffarabad，ウルドゥー語: مُظفٌر آباد、カシミール語: مظفر آباد)は、パキスタンの北東部にあるアザド・カシミールの首府である。ムザッファラーバード、ムザッファラバードとも表記される。

## 歴史
ムザファラバードは、2005年10月8日午前8:50に起きたM7.8の大地震の震源地であり、深刻な被害を受けた。